# Harambe
Harambe var en västlig låglandsgorilla vars avlivning i maj 2016 blev starkt uppmärksammad på internet.
Orsaken till avlivningen var att en treårig pojke ramlat ner i gorillans inhägnad och blivit upplockad och släpad av Harambe. Vittnen filmade incidenten som fick nationell rapportering och cirkulerade på sociala medier. Händelsen uppmärksammade frågor om rättigheterna för djur som bor på djurparker och även skyddet mellan besökare och djur.

## Bakgrund
Harambe var en västlig låglandsgorilla som föddes den 27 maj 1999 på Gladys Porter Zoo i Brownsville, Texas. Harambe namngavs av en lokal invånare som vann en tävling, där priset var att få namnge gorillan. 18 september 2014 flyttades Harambe till Cincinnati Zoo and Botanical Garden. Harambe var vid flytten 16 år gammal och omplacerades till en inhägnad med två honor, där han skulle förberedas för att bli vuxen. Harambe var den tionde gorillan i djurparken när han flyttades.

## Incident
Den 28 maj 2016 föll en treårig pojke ner i grunt vatten inne i Harambes inhägnad. Vakterna signalerade direkt åt gorillorna att lämna utställningplatsen, vilket de två honorna gjorde. Hanen Harambe valde istället att undersöka barnet i vattnet. Vittnen som var närvarande fick olika intryck av gorillans behandlande av barnet, vissa ansåg att barnet släpades och greppades på ett aggressivt sätt medan andra ansåg att det såg ut som om Harambe skyddade barnet. Vittnen berättade även att åskådares skrik och reaktioner stressade gorillan.
Harambe höll i barnet i tio minuter innan skötare valde att skjuta och döda honom. Skötare ansåg att skjuta gorillan med bedövande medel var för riskabelt, eftersom det skulle ta tid för gorillan att somna och att medlet skulle göra hans handlingar mer oförutsägbara. Harambe dödades dagen efter sin 17-årsdag.